# Körtesi Sándor
Körtesi Sándor Gábor (Marosvásárhely, 1982. július 17.), erdélyi magyar földrajz-német szakos tanár, iskolaigazgató, fényképész.

## Életútja
Szülővárosában nevelkedett. Középiskolai tanulmányait a Bolyai Farkas Elméleti Líceumban végezte  1997-2001 között. Felsőfokú tanulmányokat végzett a kolozsvári Babeș-Bolyai Tudományegyetemen 2001-2005,illetve a tübingeni Eberhard Karls Egyetemen 2003-2004 között. Mesteri oklevelet szerzett 2006-ban a Babeș-Bolyai Tudományegyetemen szintén Kolozsváron. Nős,három gyermek édesapja.
Fényképeiből több alkalommal nyílt kiállítás szülővárosában és Svájcban is. (2018) 

## Munkássága
Tanári pályája elején több iskolában is tanított: 
- A "Bolyai Farkas" Elméleti Líceum – Marosvásárhely (2005-2007)
- "Mihai Viteazul" Általános Iskola – Marosvásárhely (2006-2007)
- " Friedrich Schiller" Általános Iskola – Marosvásárhely (2005-2007)
- "Tiberiu Popoviciu" Informatikai Líceum – Kolozsvár (2008)
- "Emil Racoviță" Nemzeti Kollégium – Kolozsvár (2008-2010)
- 2010-től a marosvásárhelyi 7-es Számú Általános Iskola földrajz-német szakos tanára. 2014-től az intézmény igazgatója.
- 2020-ban a Romániai Magyar Gazdák Egyesülete (RMGE) Marosi Szervezetének fotópályázatán " Vidéki élet,vidéki táj" kategóriában,első díjat nyert " Úton a csarnokba" című fényképével.

## Tudományos munkái
- 2011-ben Cristina Rusu mellett társszerzője egy román -német iskolai szótárnak, "Dicționar german -român,român-german"[1] címmel.
- 2015-ben " Hogy nevelünk meteorológusokat?"  in Buletinul Societății Meteorologice Române,Anul III,Nr.3-4   Archiválva 2022. január 22-i dátummal a Wayback Machine-ben
- 2017-ben : A szociális partnerség szerepe az iskolai oktatásban – Rolul parteneriatului social in educația școlara